# Florence Deshon
Florence Deshon (Tacoma, 19 de juliol de 1893 – Nova York, 4 de febrer de 1922) va ser una actriu de cinema mut estatunidenca.

## Biografia

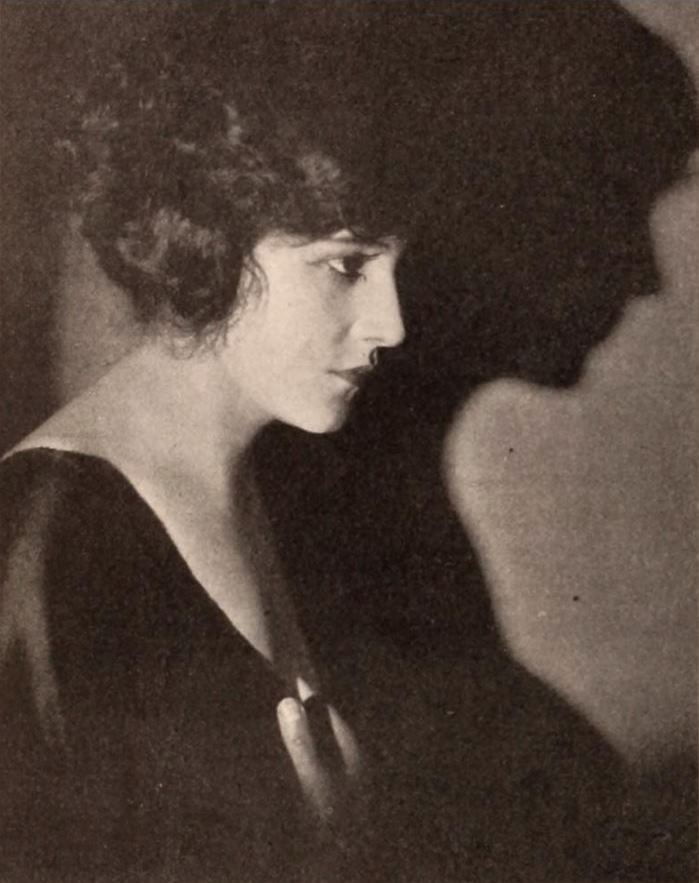
Fotografia de l'actriu publicada gener de 1920 al Exhibitors Herald.

Florence Danks (Florence Deshon) va néixer a Tacoma (Washington) filla de Samuel Danks, un músic i sindicalista provinent de Gal·les, i Flora Caroline Spatzer, una pianista d'origen austrohongarès. Van viure a Washington fins al voltant del 1900 moment en què la seva família es va traslladar a Nova York per seguir les seves carreres musicals. El pare els va abandonar i Florence va haver de buscar feina per ajudar econòmicament la seva mare. Va treballar com a model fotogràfica i en el teatre abans d'entrar també en el món del cinema. La primera pel·lícula en que va participar va ser “The Beloved Vagabond” (1915). Després de les primeres pel·lícules, encara alternava aquesta feina amb el teatre, va decidir canviar-se el nom pel de Deshon (amb accent agut, imitant els noms francesos) pensant que sonava millor.
El 1916 va conèixer Max Eastman amb qui va iniciar una relació abandonant ell la seva dona i el seu fill. El 1919, Goldwyn li va oferir un contracte per anar a treballar a Hollywood. A Los Angeles, Eastman li va presentar Charles Chaplin i aviat van esdevenir amants. Ella va quedar embarassada però va patir un avortament i una greu infecció. Després tallaria la relació amb Chaplin i Eastman i retornaria a Nova York el desembre de 1921. Poc després, 4 de febrer de 1922, moriria asfixiada per gas al seu apartament sense acabar de ser clar si es tractà d'un accident o d'un suïcidi.

## Filmografia
- The Beloved Vagabond (1915)
- The Ruling Passion (1916)
- Jaffery (1916)
- The Judgment House (1917)
- The Auction Block (1917)
- The Other Man (1918)
- The Desired Woman (1918)
- A Bachelor's Children (1918)
- Just a Woman (1918)
- The Golden Goal (1918)
- The Girl and the Graft (1918)
- One Thousand Dollars (1918)
- Love Watches (1918)
- The Clutch of Circumstance (1918)
- The Cambric Mask (1919)
- The Loves of Letty (1919)
- The Cup of Fury (1920)
- Duds (1920)
- Dangerous Days (1920)
- Dollars and Sense (1920)
- The Twins of Suffering Creek (1920)
- Deep Waters (1920)
- Curtain (1920)
- The Roof Tree (1921)